# Леконт, Ипполит
Ипполит Леконт (фр. Hippolyte Lecomte; 27 декабря 1781, Пюизо — 25 июля 1857, Париж) — французский живописец и литограф академического направления батального и исторического жанров.

## Биография
Ипполит Леконт был сыном дворянина и землевладельца Ипполита Леконта и его супруги, Франсуазы Амабль Дюше. Учился живописи в Париже у Жана-Батиста Реньо и Пьера-Антуана Монжена, женился на дочери художника Карла Верне, сестре Ораса Верне.
С 1804 по 1847 год Леконт регулярно выставлял свои исторические и батальные картины в Парижском салоне, в 1808 году получил золотую медаль. Помимо живописи, Леконт занимался также литографией, создавал эскизы костюмов для парижской Оперы и Королевской академии музыки.
Его сын, Эмиль Верне-Леконт — французский живописец-ориенталист. В парижской мастерской Леконта работал известный художник-карикатурист Жан Иньяс Изидор Жерар, более известный как Жан Гранвиль.

## Галерея

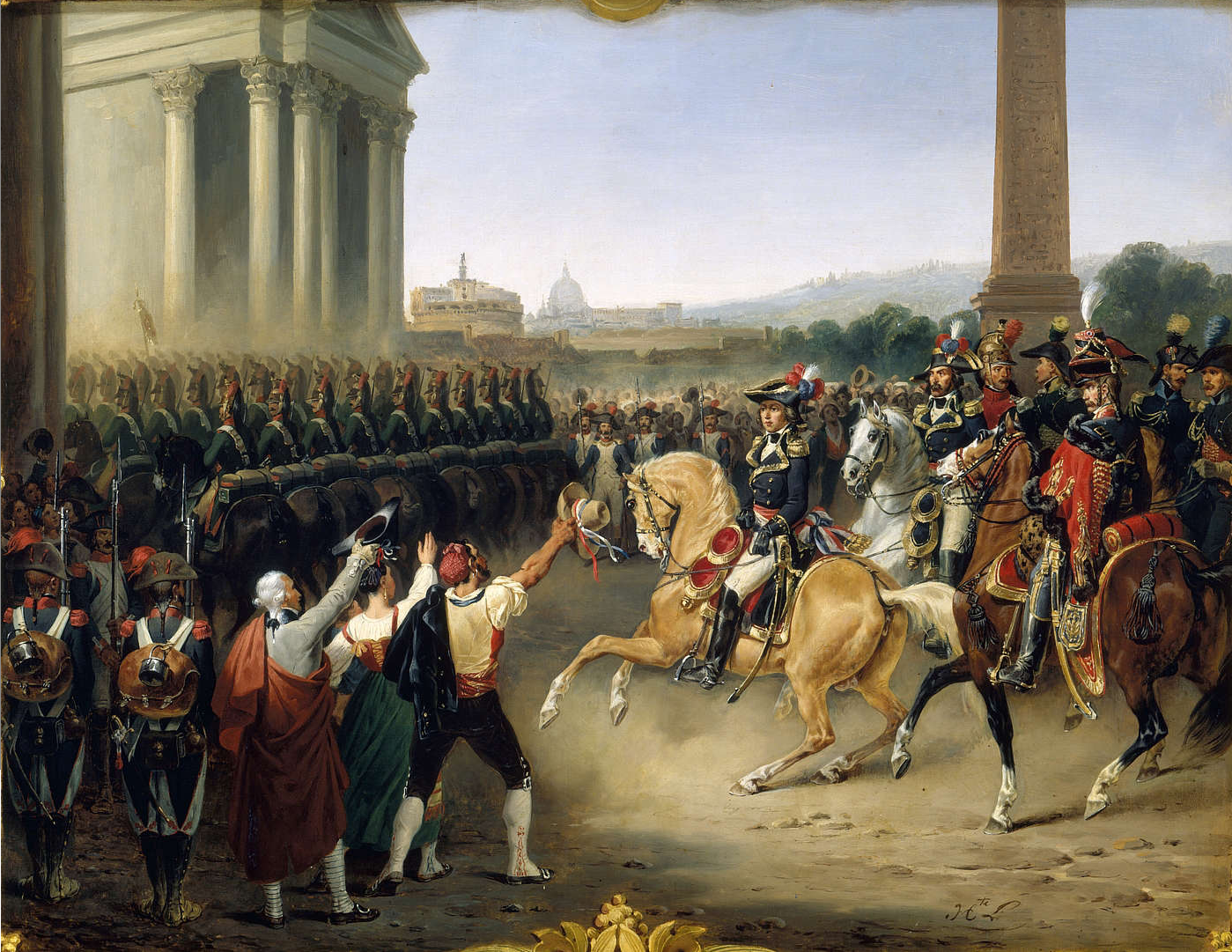
Вступление французской армии во главе с генералом  Бертье в Рим 15 февраля 1798 года
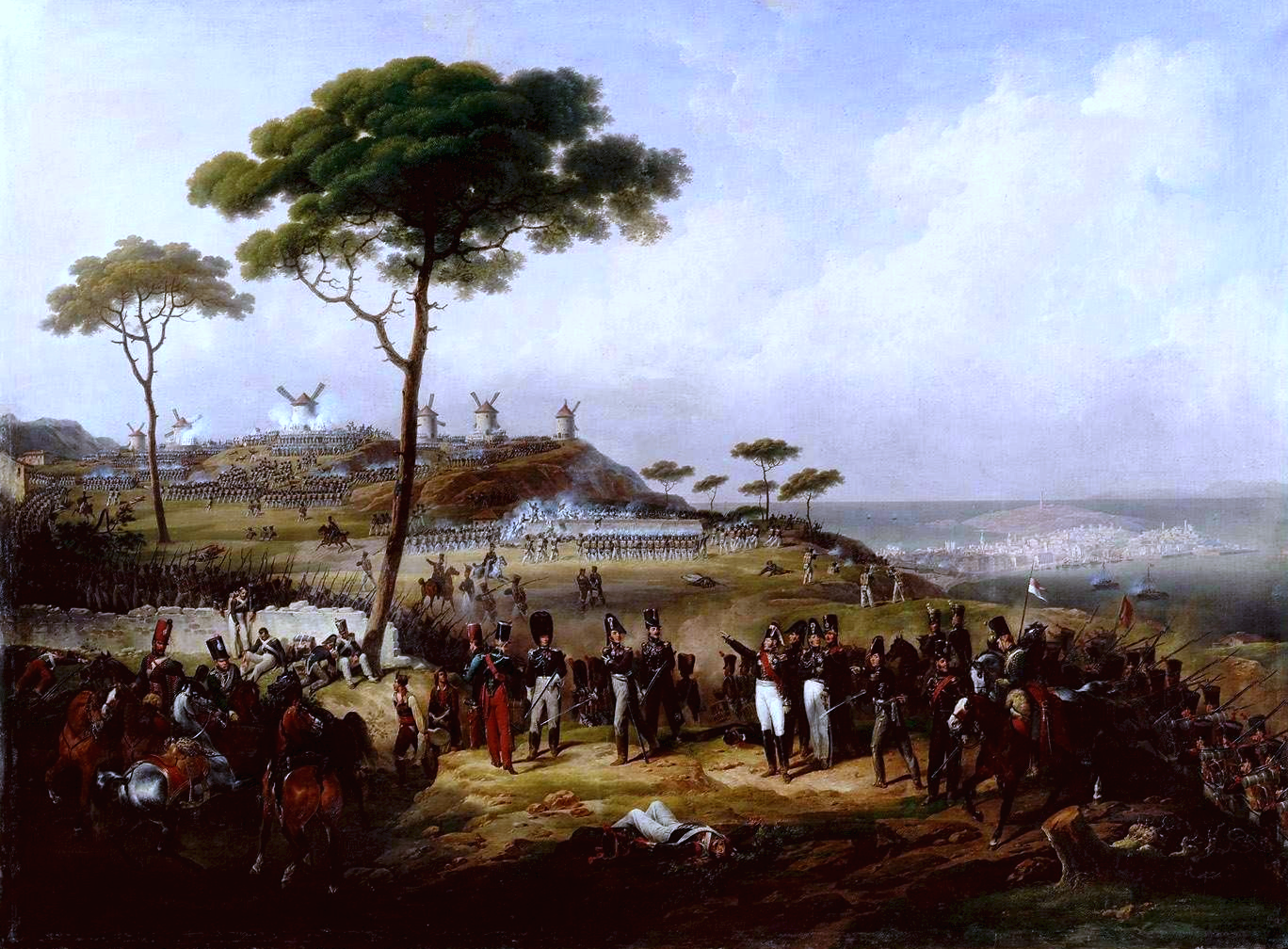
Французская интервенция в Испанию 1823. Генерал Ларошжаклен под Ла-Коруньей. 1828. Версаль
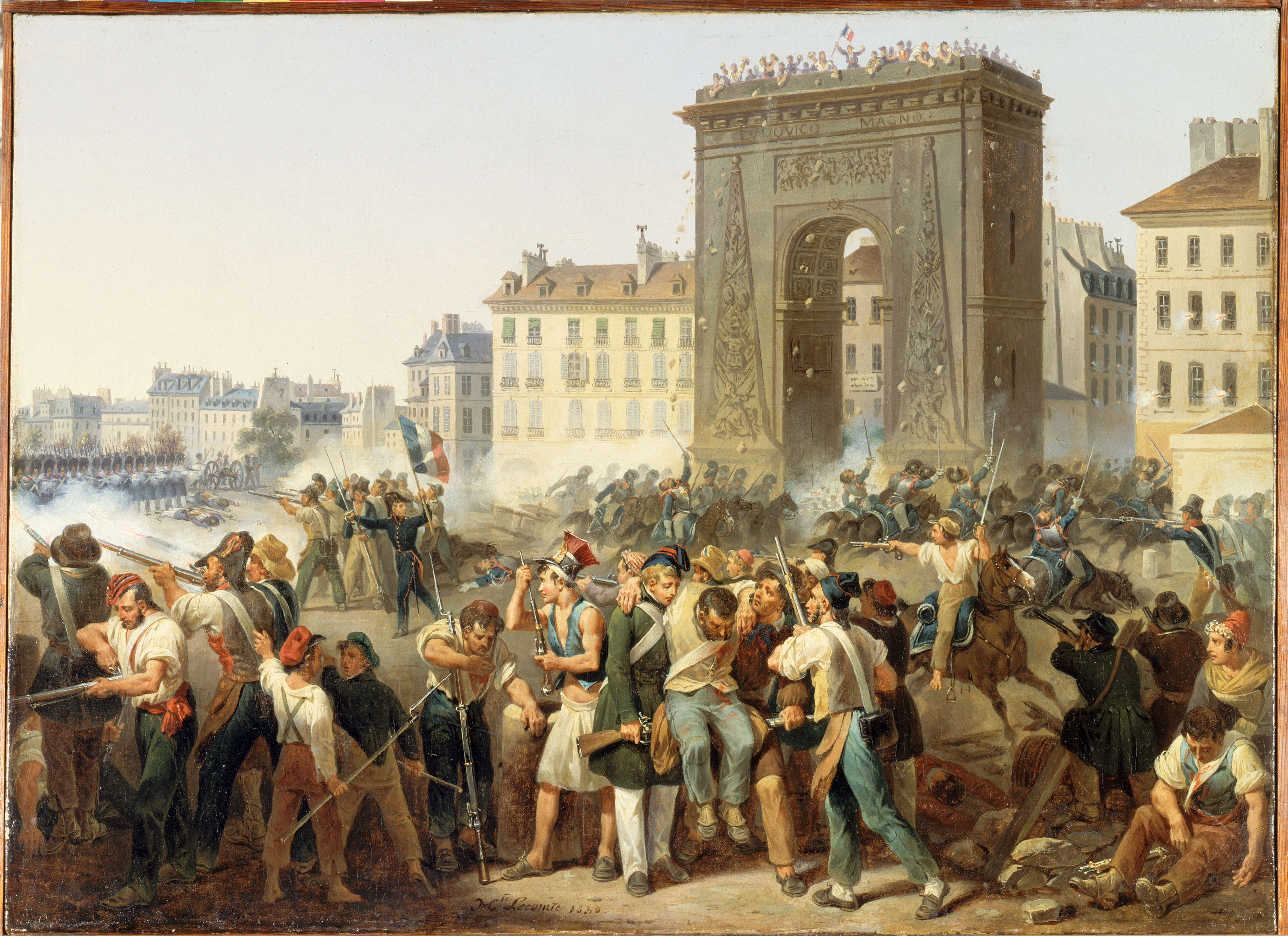
Уличный бой в Париже у Ворот Сен-Дени 28 июля 1830 года. Музей Карнавале, Париж
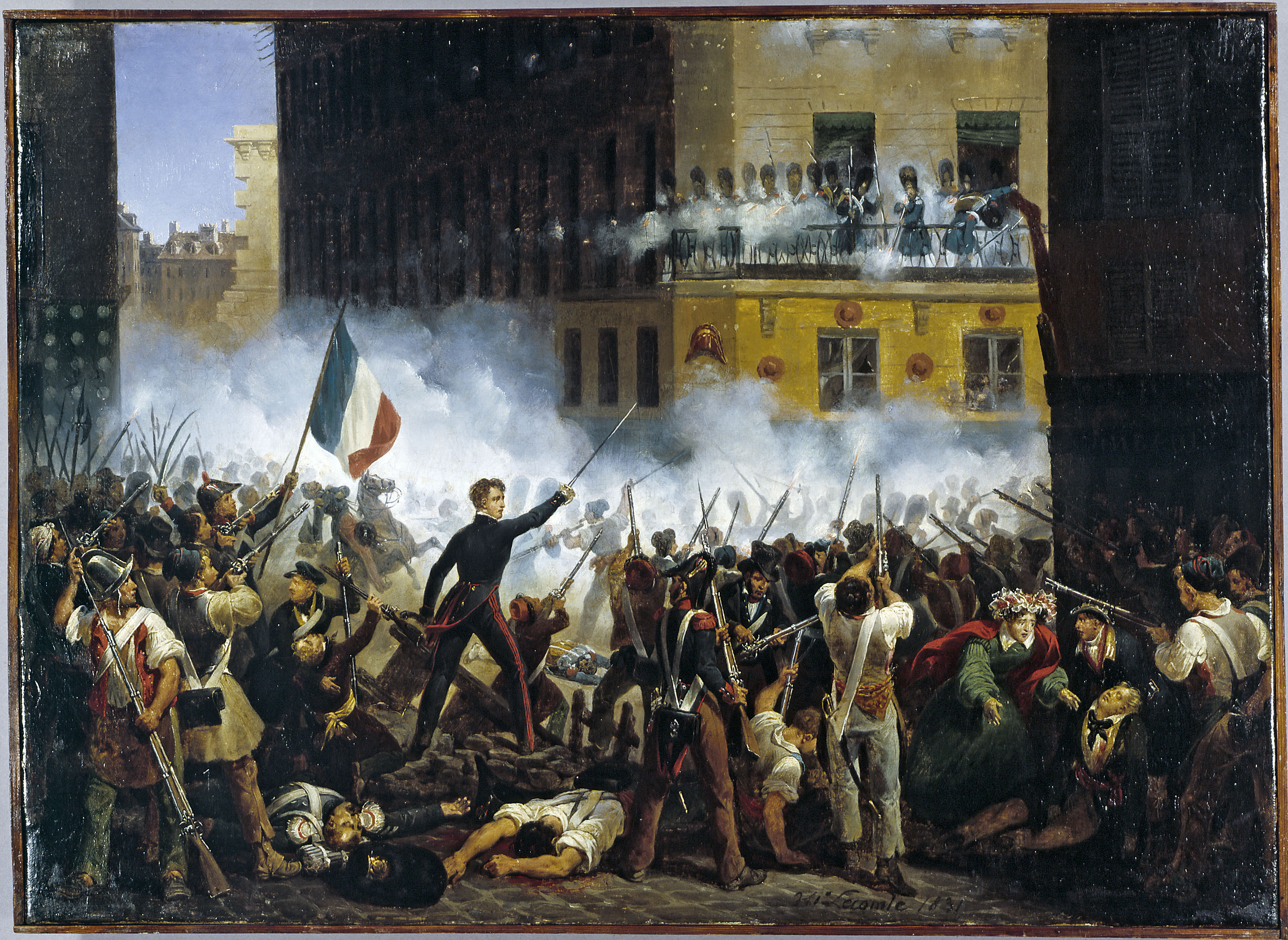
Революция 1830 года. Уличный бой в Париже на улице Роган 29 июля 1830 года. Во главе восставших Жан-Жорж Фарси. 1831. Музей Карнавале, Париж
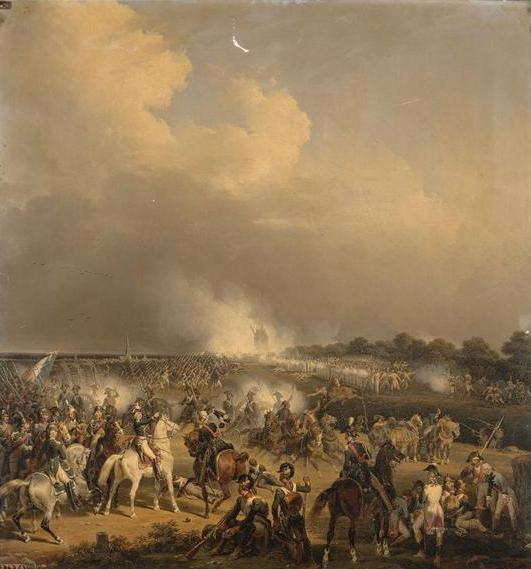
Битва при Буссю 3 ноября 1792 года. 1845. Версаль